# Superliga de Kosovo 2016-17
La  Superliga de Kosovo 2016-17 (Conocida como Vala Superliga por motivos de patrocinio) fue la edición número 18 de la Superliga de Kosovo. La temporada comenzó el 19 de agosto de 2016 y terminó el 28 de mayo de 2017. KF Trepça'89 se proclamó campeón.

## Sistema de competición
Un total de 12 equipos jugaron entre sí todos contra todos tres veces totalizando 33 fechas. Al final de la temporada el primer clasificado se proclamó campeón, y dado la adhesión de Kosovo a la  UEFA se le asignó un cupo para la Liga de Campeones; por otro lado los dos últimos clasificados descendieron a la Liga e Parë, mientras que el décimo y noveno clasificado jugaron un play off por la permanencia contra el tercero y cuarto de la Liga e Parë 2016-17.
Se le asignó que un cupo para la Liga Europea al campeón de la Copa de Kosovo.

## Equipos participantes
| Equipo     | Ciudad    | Estadio                      | Capacidad |
| ---------- | --------- | ---------------------------- | --------- |
| Besa       | Pejë      | Shahin Haxhiislami Stadium   | 8.500     |
| Drenica    | Skenderaj | Bajram Aliu Stadium          | 2.000     |
| Drita      | Gjilan    | Gjilan City Stadium          | 6.000     |
| Ferizaj    | Ferizaj   | Ismet Shabani Stadium        | 2.000     |
| Feronikeli | Drenas    | Rexhep Rexhepi               | 7.000     |
| Gjilani    | Gjilan    | Gjilan City Stadium          | 6.000     |
| Hajvalia   | Gračanica | Stadiumi Kizhnicë            | 2.000     |
| Liria      | Prizren   | Përparim Thaçi               | 15.000    |
| Llapi      | Podujevë  | Zahir Pajaziti City Stadium  | 2.000     |
| Prishtina  | Pristina  | Agron Rama                   | 10.000    |
| Trepça     | Mitrovicë | Olympic Stadium Adem Jashari | 18.200    |
| Trepça'89  | Mitrovicë | Riza Lushta Stadium          | 12.000    |

### Ascensos y descensos
| Pos. | Ascendidos de Liga e Parë 2015-16 |
| ---- | --------------------------------- |
| 1    | Trepca                            |
| 2    | Ferizaj                           |

| Pos. | Descendidos de Superliga 2015-16 |
| ---- | -------------------------------- |
| 11   | Istogu                           |
| 12   | Vushtrria                        |

## Tabla de posiciones
Actualizado el 28 de mayo de 2017
| Pos. | Equipo        | PJ | PG | PE | PP | GF | GC | DG  | Pts. | Clasificado a                                         |
| ---- | ------------- | -- | -- | -- | -- | -- | -- | --- | ---- | ----------------------------------------------------- |
| 1    | KF Trepça'89  | 33 | 24 | 5  | 4  | 72 | 24 | +48 | 77   | Posible primera ronda de la Liga de Campeones 2017-18 |
| 2    | FC Prishtina  | 33 | 22 | 6  | 5  | 46 | 18 | +28 | 72   |                                                       |
| 3    | KF Llapi      | 33 | 21 | 5  | 7  | 44 | 30 | +14 | 68   |                                                       |
| 4    | KF Feronikeli | 33 | 20 | 5  | 8  | 61 | 27 | +34 | 65   |                                                       |
| 5    | KF Gjilani    | 33 | 13 | 9  | 11 | 36 | 28 | +8  | 48   |                                                       |
| 6    | KF Besa       | 33 | 13 | 8  | 12 | 42 | 39 | +3  | 47   |                                                       |
| 7    | KF Drenica    | 33 | 10 | 10 | 13 | 37 | 47 | −10 | 40   |                                                       |
| 8    | KF Liria      | 33 | 10 | 7  | 16 | 41 | 39 | +2  | 37   |                                                       |
| 9    | KF Drita      | 33 | 9  | 8  | 16 | 21 | 34 | −13 | 35   | Play off de relegación                                |
| 10   | KF Ferizaj    | 33 | 6  | 13 | 14 | 24 | 36 | −12 | 31   | Play off de relegación                                |
| 11   | KF Trepça     | 33 | 5  | 8  | 20 | 37 | 64 | −27 | 23   | Liga e Pare 2017-18                                   |
| 12   | KF Hajvalia   | 33 | 1  | 4  | 28 | 12 | 87 | −75 | 7    | Liga e Pare 2017-18                                   |

## Resultados
|            | BES | DRE | DRT | FRZ | FRN | GJI | HAJ | LIR | LLA | PRI | TRE | T89 |
| ---------- | --- | --- | --- | --- | --- | --- | --- | --- | --- | --- | --- | --- |
| Besa       |     | 2-1 | 2-0 | 2-0 | 1-1 | 0-0 | 4-0 | 2-0 | 1-0 | 1-1 | 1-2 | 2-3 |
| Drenica    | 1-1 |     | 1-1 | 1-1 | 1-2 | 1-1 | 1-0 | 2-1 | 2-0 | 0-0 | 1-0 | 2-3 |
| Drita      | 1-1 | 2-1 |     | 0-0 | 0-1 | 0-1 | 0-1 | 1-0 | 0-1 | 0-1 | 2-2 | 0-0 |
| Ferizaj    | 0-1 | 2-3 | 1-0 |     | 2-0 | 1-2 | 4-0 | 0-0 | 0-0 | 0-0 | 2-2 | 0-1 |
| Feronikeli | 1-2 | 1-0 | 1-0 | 2-1 |     | 1-0 | 6-1 | 1-0 | 1-0 | 0-1 | 5-1 | 4-1 |
| Gjilani    | 0-1 | 2-0 | 1-1 | 0-1 | 2-1 |     | 1-0 | 0-0 | 0-1 | 1-0 | 0-0 | 1-2 |
| Hajvalia   | 0-0 | 0-1 | 0-1 | 0-0 | 2-3 | 1-2 |     | 2-4 | 0-2 | 0-0 | 1-1 | 0-4 |
| Liria      | 0-1 | 1-1 | 3-1 | 3-0 | 1-3 | 1-0 | 3-0 |     | 0-0 | 1-2 | 1-0 | 0-3 |
| Llapi      | 3-2 | 1-0 | 1-0 | 0-0 | 0-3 | 1-0 | 3-1 | 2-0 |     | 0-0 | 2-1 | 2-0 |
| Prishtina  | 2-0 | 6-0 | 0-1 | 1-0 | 0-0 | 1-0 | 3-0 | 1-0 | 3-1 |     | 2-1 | 0-2 |
| Trepça     | 1-1 | 0-0 | 0-1 | 1-1 | 0-1 | 0-2 | 3-0 | 1-4 | 0-1 | 1-2 |     | 1-3 |
| Trepça'89  | 2-1 | 4-0 | 1-0 | 4-1 | 0-0 | 1-1 | 1-0 | 2-0 | 3-0 | 1-0 | 6-1 |     |

|            | BES | DRE | DRT | FRZ | FRN | GJI | HAJ | LIR | LLA | PRI | TRE | T89 |
| ---------- | --- | --- | --- | --- | --- | --- | --- | --- | --- | --- | --- | --- |
| Besa       |     |     |     | 1-0 | 1-1 |     | 1-0 |     |     | 1-2 | 1-3 | 0-2 |
| Drenica    | 3-1 |     | 2-0 |     |     |     | 4-0 |     |     | 1-3 |     | 0-0 |
| Drita      | 2-0 |     |     | 2-1 |     |     | 2-0 |     |     | 1-3 |     | 0-2 |
| Ferizaj    |     | 1-1 |     |     | 0-4 | 0-0 |     |     | 1-2 |     | 2-1 |     |
| Feronikeli | 4-1 | 1-3 | 0-0 |     |     |     | 6-0 | 1-1 |     | 1-2 |     |     |
| Gjilani    |     | 4-1 | 0-1 |     | 1-0 |     | 3-0 | 2-0 | 1-1 |     |     |     |
| Hajvalia   | 1-6 |     |     | 0-1 |     |     |     |     |     | 0-1 | 1-3 | 0-3 |
| Liria      |     | 0-0 | 3-0 | 1-1 |     |     | 9-1 |     |     |     | 3-1 |     |
| Llapi      | 2-0 | 4-1 | 2-0 |     | 2-0 |     | 2-0 | 2-0 |     |     |     |     |
| Prishtina  |     |     |     | 1-0 |     | 1-0 |     | 3-1 | 1-2 |     | 2-1 | 1-0 |
| Trepça     |     | 2-1 | 1-1 |     | 1-3 | 3-5 |     |     | 1-3 |     |     |     |
| Trepça'89  |     |     |     | 0-0 | 0-3 | 5-2 |     | 2-0 | 8-1 |     | 3-1 |     |

## Play-offs de relegación
Será jugado por el noveno y décimo clasificado de la liga contra el tercero y cuarto de la Liga e Pare 2016-17. Los ganadores jugará la Superliga de Kosovo 2017-18.
|}

## Goleadores
| Equipo 1  | Resultado    | Equipo 2          |
| --------- | ------------ | ----------------- |
| Ferizaj   | 1–1 (2:3 p.) | Vllaznia Pozheran |
| Dukagjini | 1–2          | Drita             |

| Pos. | Jugador            | Club      | Goles |
| ---- | ------------------ | --------- | ----- |
| 1    | Otto John          | Trepça'89 | 27    |
| 2    | Florent Hasani     | Trepça'89 | 16    |
| 3    | Granit Arifaj      | Drenica   | 14    |
| 4    | Basit Abdul Khalid | Prishtina | 13    |
| 5    | Betim Haxhimusa    | Gjilani   | 11    |
| 5    | Qemail Elshani     | Besa      | 11    |
| 6    | Xhevdet Shabani    | Besa      | 10    |
| 6    | Fiton Hajdari      | Trepça'89 | 10    |
| 6    | Gauthier Mankenda  | Prishtina | 10    |
| 7    | Florim Bërbatovci  | Llapi     | 9     |